# Morti il 26 settembre
| Questa pagina contiene informazioni ricavate automaticamente dalle voci biografiche con l'ausilio del template Bio e di un bot. L'aggiornamento è periodico e automatico e ricostruisce completamente la pagina. Se manca una persona in questa lista, sei pregato di non aggiungerla, ma accertati piuttosto che la sua voce biografica contenga il template Bio e che i dati anagrafici siano correttamente compilati. Se il template Bio manca, inseriscilo tu stesso o, in alternativa, metti l'avviso {{tmp\|Bio}} che ne segnala la mancanza. Se i dati riportati sono sbagliati, correggi direttamente la voce biografica; le modifiche saranno visibili in questa lista entro pochi giorni. Per chiarimenti vedi il progetto biografie. La lista contiene solo le 482 persone che sono citate nell'enciclopedia e per le quali è stato implementato correttamente il template Bio. Pagina aggiornata al 9 ago 2025. |

## II secolo a.C.(1)
- 188 a.C. - Han Huidi, imperatore cinese (n. 210 a.C.)

## I secolo a.C.(1)
- 46 a.C. - Vercingetorige, principe e condottiero gallo (n. 82 a.C.)

## XI secolo(2)
- 1004 - Nilo da Rossano, abate e santo italiano (n. 910)
- 1023 - Goffredo II della Bassa Lorena, nobile

## XII secolo(3)
- 1107 - Maurice, vescovo cattolico inglese
- 1159 - Giovanni Oldrati, presbitero italiano (n. 1100)
- 1176 - Sofia di Rheineck, contessa

## XIII secolo(4)
- 1241 - Fujiwara no Teika, poeta giapponese (n. 1162)
- 1241 - Robert Somercotes, cardinale inglese
- 1259 - Ezzelino III da Romano, condottiero e politico italiano (n. 1194)
- 1290 - Margherita di Scozia, regina (n. 1283)

## XIV secolo(6)
- 1328 - Ibn Taymiyya, giurista e teologo arabo (n. 1263)
- 1343 - Gastone II di Foix-Béarn, conte (n. 1308)
- 1345 - Giovanni IV di Bretagna, nobile
- 1345 - Guglielmo II di Hainaut, nobile (n. 1307)
- 1371 - Vukašin Mrnjavčević, sovrano serbo
- 1381 - Alda d'Este, nobile italiana (n. 1333)

## XV secolo(9)
- 1413 - Stefano III di Baviera-Ingolstadt, duca (n. 1337)
- 1417 - Francesco Zabarella, giurista, cardinale e vescovo cattolico italiano (n. 1360)
- 1423 - Rengarda Malatesta, contessa italiana
- 1458 - Pedro Luis de Borja, militare spagnolo (n. 1432)
- 1464 - Benedetto Accolti il Vecchio, umanista italiano (n. 1415)
- 1468 - Juan de Torquemada, cardinale e vescovo cattolico spagnolo (n. 1388)
- 1482 - Cristoforo Nicelli, giurista italiano (n. 1389)
- 1497 - Bertrando VI de La Tour, nobile francese
- 1500 - Giberto III Pio di Savoia, nobile italiano (n. 1455)

## XVI secolo(6)
- 1508 - Giovanni Colonna, cardinale italiano (n. 1456)
- 1536 - Didier de Saint-Jaille, militare francese
- 1543 - Francesco Corner, cardinale e vescovo cattolico italiano (n. 1478)
- 1564 - Bibliander, teologo, traduttore e linguista svizzero (n. 1506)
- 1564 - Giordano Orsini di Monterotondo, condottiero italiano (n. 1525)
- 1573 - Azai Nagamasa, militare giapponese (n. 1545)

## XVII secolo(14)
- 1605 - Marta Tana, italiana (n. 1550)
- 1620 - Taichang, imperatore cinese (n. 1582)
- 1623 - Charles Grey, VII conte di Kent, nobile inglese (n. 1545)
- 1626 - Wakizaka Yasuharu, generale giapponese (n. 1554)
- 1634 - Dorotea di Anhalt-Zerbst, nobile (n. 1607)
- 1635 - Michelangelo Cinganelli, pittore italiano (n. 1558)
- 1637 - Willem Haultain de Zoete, ammiraglio olandese (n. 1565)
- 1657 - Olimpia Maidalchini, principessa italiana (n. 1592)
- 1658 - Francisco de Borja y Aragón, scrittore spagnolo (n. 1581)
- 1658 - Mario II Sforza di Santa Fiora, nobile italiano (n. 1594)
- 1674 - Ottavio Acquaviva d'Aragona, cardinale italiano (n. 1609)
- 1679 - Karl Heinrich von Metternich-Winneburg, arcivescovo cattolico tedesco (n. 1622)
- 1689 - Augusto di Schleswig-Holstein-Sonderburg-Beck, nobiluomo tedesco (n. 1652)
- 1699 - Simon Arnauld de Pomponne, diplomatico e politico francese (n. 1618)

## XVIII secolo(20)
- 1702 - Francesco Barberino Benici, presbitero e matematico italiano (n. 1642)
- 1706 - Onofrio Gabrieli, pittore italiano (n. 1619)
- 1710 - Vincenzo Grimani, cardinale, diplomatico e librettista italiano (n. 1655)
- 1736 - Luisa Diana di Borbone-Orléans, principessa francese (n. 1716)
- 1752 - Ayşe Sultan, principessa ottomana (n. 1696)
- 1756 - Joachim Andreas Stukenbrock, minatore tedesco (n. 1699)
- 1757 - Apollonio Domenichini, pittore italiano (n. 1715)
- 1761 - Maria Giovanna Clementi, pittrice italiana (n. 1690)
- 1761 - Martyn Petrovič Španberg, navigatore e esploratore russo (n. 1696)
- 1763 - John Byrom, poeta e inventore inglese (n. 1692)
- 1765 - Jean-Baptiste Bénard de la Harpe, esploratore francese (n. 1683)
- 1767 - Pietro Antonio Magatti, pittore italiano (n. 1691)
- 1775 - Francesco Carlo di Leyen, principe e filantropo tedesco (n. 1736)
- 1776 - Stephen Fox-Strangways, I conte di Ilchester, nobile e politico inglese (n. 1704)
- 1778 - Quirino Gasparini, compositore italiano (n. 1721)
- 1779 - Étienne Lauréault de Foncemagne, scrittore e religioso francese (n. 1694)
- 1787 - Philip Phillips, arcivescovo cattolico irlandese (n. 1716)
- 1792 - Johann Friedrich Knöbel, architetto tedesco (n. 1724)
- 1793 - Jean Baptiste Bulliard, botanico, medico e micologo francese (n. 1752)
- 1800 - Salavat Julaev, rivoluzionario russo (n. 1754)

## XIX secolo(56)
- 1802 - Jurij Vega, matematico sloveno (n. 1754)
- 1803 - Sof'ja Stepanovna Razumovskaja, nobildonna russa (n. 1746)
- 1808 - Pavel Vranický, compositore e violinista ceco (n. 1756)
- 1812 - George Frederick Cooke, attore teatrale inglese (n. 1756)
- 1812 - Antonio Salvaggi, numismatico italiano (n. 1746)
- 1814 - Laure-Auguste de Fitz-James, nobildonna francese (n. 1744)
- 1820 - Daniel Boone, esploratore statunitense (n. 1734)
- 1822 - Giulio Gabrielli il Giovane, cardinale italiano (n. 1748)
- 1823 - Andrea Mazzarella, poeta, avvocato e patriota italiano (n. 1764)
- 1826 - Vincenzo Federici, compositore italiano (n. 1764)
- 1828 - Dumaniant, attore teatrale, commediografo e direttore teatrale francese (n. 1752)
- 1830 - Teresa Casati, nobildonna italiana (n. 1787)
- 1833 - Auguste Marie Raymond d'Arenberg, generale belga (n. 1753)
- 1836 - Giuseppe di Hohenzollern-Hechingen, vescovo cattolico tedesco (n. 1776)
- 1837 - Arthur Chichester, I barone Templemore, politico e ufficiale irlandese (n. 1797)
- 1838 - Giacomo De Maria, scultore italiano (n. 1762)
- 1839 - Girolamo Polcastro, politico e letterato italiano (n. 1763)
- 1841 - Giovanni Orazio Cartagenova, basso e baritono italiano (n. 1800)
- 1842 - Richard Wellesley, I marchese Wellesley, nobile, militare e politico britannico (n. 1760)
- 1846 - Thomas Clarkson, attivista britannico (n. 1760)
- 1848 - Luigi Gentili, missionario italiano (n. 1801)
- 1851 - Giovanni Battista Quadri, oculista italiano (n. 1780)
- 1852 - Luca de Samuele Cagnazzi, politico e scienziato italiano (n. 1764)
- 1860 - Miloš Obrenović I di Serbia, principe serbo (n. 1780)
- 1863 - Frederick William Faber, teologo, scrittore e religioso britannico (n. 1814)
- 1864 - Giuseppe Cusi, ingegnere e architetto italiano (n. 1780)
- 1864 - Ignazio Ribotti, militare e patriota italiano (n. 1809)
- 1866 - Carl Jonas Love Almquist, scrittore svedese (n. 1793)
- 1867 - James Ferguson, astronomo e ingegnere statunitense (n. 1797)
- 1868 - August Ferdinand Möbius, matematico e astronomo tedesco (n. 1790)
- 1869 - Pasquale Catalano Gonzaga, politico italiano (n. 1800)
- 1869 - Manuel Bento Rodrigues da Silva, cardinale e patriarca cattolico portoghese (n. 1800)
- 1871 - Cipriani Potter, compositore, pianista e direttore d'orchestra inglese (n. 1792)
- 1872 - Hans Birch Dahlerup, ammiraglio danese (n. 1790)
- 1873 - Roderich Benedix, commediografo, attore teatrale e direttore teatrale tedesco (n. 1811)
- 1875 - Victor de Tornaco, politico lussemburghese (n. 1805)
- 1876 - Giuseppe Manuzzi, letterato italiano (n. 1800)
- 1877 - Hermann Günther Grassmann, matematico e linguista tedesco (n. 1809)
- 1879 - Théodore Bachelet, lessicografo, bibliografo e musicologo francese (n. 1820)
- 1881 - William Addison, medico inglese (n. 1803)
- 1881 - Maria Teresa Gozzadini, nobile e patriota italiana (n. 1812)
- 1885 - Teresa Couderc, religiosa francese (n. 1805)
- 1888 - Andrea Ponti, imprenditore, dirigente d'azienda e mecenate italiano (n. 1821)
- 1889 - Jean-François Allard, arcivescovo cattolico francese (n. 1806)
- 1889 - Augusto di Braganza, nobile portoghese (n. 1847)
- 1893 - Luigi Balzan, esploratore, naturalista e aracnologo italiano (n. 1865)
- 1895 - Paolo Ercole, politico italiano (n. 1821)
- 1895 - Lahiri Mahasaya, filosofo, religioso e mistico indiano (n. 1828)
- 1896 - Guillermo Collazo, pittore cubano (n. 1850)
- 1897 - Maurice Carey Blake, politico statunitense (n. 1815)
- 1897 - Joaquín Larraín Gandarillas, arcivescovo cattolico cileno (n. 1822)
- 1898 - Antonio Bottinelli, scultore italiano (n. 1827)
- 1899 - Kaspar Stanggassinger, presbitero tedesco (n. 1871)
- 1899 - Ōki Takatō, statistico e politico giapponese (n. 1832)
- 1900 - George Franklin Drew, politico statunitense (n. 1827)
- 1900 - Jesse William Lazear, medico statunitense (n. 1866)

## XX secolo(241)
- 1901 - John George Nicolay, scrittore e funzionario statunitense (n. 1832)
- 1902 - Levi Strauss, imprenditore tedesco (n. 1829)
- 1903 - Giovanni Pavoni, avvocato e politico italiano (n. 1852)
- 1904 - Lafcadio Hearn, giornalista, scrittore e iamatologo irlandese (n. 1850)
- 1904 - Ernesto II di Lippe-Biesterfeld, nobile tedesco (n. 1842)
- 1905 - Alexis Douillard, pittore francese (n. 1835)
- 1906 - Paul Splingaerd, belga (n. 1842)
- 1908 - Samuel Duvall, arciere statunitense (n. 1836)
- 1909 - Anton Dohrn, zoologo tedesco (n. 1840)
- 1909 - Albert Lugardon, pittore, fotografo e litografo svizzero (n. 1827)
- 1911 - Warwick William Wroth, numismatico britannico (n. 1858)
- 1912 - Charles Voisin, pioniere dell'aviazione francese (n. 1882)
- 1913 - Rudolf Raimann, compositore ungherese (n. 1861)
- 1913 - Alfonso Rubbiani, restauratore e letterato italiano (n. 1848)
- 1914 - August Macke, pittore tedesco (n. 1887)
- 1915 - Bernard Thomas Edward Clark, vescovo cattolico inglese (n. 1856)
- 1915 - Keir Hardie, politico scozzese (n. 1856)
- 1915 - Caspar von Zumbusch, scultore e medaglista tedesco (n. 1830)
- 1917 - Hans von Blixen-Finecke, cavaliere svedese (n. 1886)
- 1917 - Flavio Rosso, militare italiano (n. 1896)
- 1919 - Francis Bertie, I visconte Bertie di Thame, diplomatico inglese (n. 1844)
- 1919 - Leopoldo Usseglio, storico e politico italiano (n. 1853)
- 1920 - Harry Low, calciatore scozzese (n. 1882)
- 1920 - Damiano Maria Saintourens, presbitero francese (n. 1835)
- 1920 - August von Thomsen, ammiraglio tedesco (n. 1846)
- 1921 - Giuseppe Di Vagno, politico italiano (n. 1889)
- 1922 - Lev Aleksandrovič Čugaev, chimico russo (n. 1873)
- 1922 - Charles Spencer, VI conte Spencer, politico inglese (n. 1857)
- 1922 - Ernst von Hoeppner, generale tedesco (n. 1860)
- 1923 - Luigi Tezza, religioso e presbitero italiano (n. 1841)
- 1925 - Ola Hansson, poeta, scrittore e critico letterario svedese (n. 1860)
- 1926 - Robert Todd Lincoln, politico e militare statunitense (n. 1843)
- 1926 - José María Orellana Pinto, politico e generale guatemalteco (n. 1872)
- 1926 - Carlo Raggio, imprenditore e politico italiano (n. 1876)
- 1928 - Arthur Stilwell, imprenditore statunitense (n. 1859)
- 1931 - Ion Pool, maratoneta britannico (n. 1857)
- 1932 - Anthony Paul Kelly, sceneggiatore e commediografo statunitense (n. 1897)
- 1932 - John Merlin Powis Smith, traduttore, biblista e orientalista britannico (n. 1866)
- 1932 - Pierre de Geyter, operaio e musicista belga (n. 1848)
- 1933 - Mario Martucci, generale e aviatore italiano (n. 1892)
- 1933 - Hugo Toeppen, lottatore statunitense (n. 1853)
- 1934 - Alexander Moszkowski, scrittore e filosofo tedesco (n. 1851)
- 1935 - Andy Adams, scrittore statunitense (n. 1859)
- 1935 - Pëtr Kuz'mič Kozlov, esploratore russo (n. 1863)
- 1935 - Enrico Astolfo Scuri, sollevatore e lottatore italiano (n. 1868)
- 1936 - Harriet Monroe, editrice, critica letteraria e poetessa statunitense (n. 1860)
- 1937 - Vera Ermolaeva, pittrice, grafica e illustratrice russa (n. 1893)
- 1937 - Hubert Lefèbvre, rugbista a 15 francese (n. 1878)
- 1937 - Teodoro Pascal, chimico e zoologo italiano (n. 1857)
- 1937 - Jean-Baptiste Senderens, chimico e presbitero francese (n. 1856)
- 1937 - Bessie Smith, cantante statunitense (n. 1894)
- 1937 - Lilian Todd, inventrice statunitense (n. 1865)
- 1939 - Ottó Bláthy, ingegnere e inventore ungherese (n. 1860)
- 1940 - Walter Benjamin, filosofo e scrittore tedesco (n. 1892)
- 1941 - Eugene Walter, commediografo statunitense (n. 1874)
- 1942 - Argentina Altobelli, politica e sindacalista italiana (n. 1866)
- 1942 - Clemente Eghinlian, militare armeno (n. 1914)
- 1943 - Antonino Anile, anatomista, letterato e politico italiano (n. 1869)
- 1943 - Hisashi Kimura, astronomo giapponese (n. 1870)
- 1944 - Alberto Bolaffi, filatelista italiano (n. 1874)
- 1944 - Edwin J. Burke, sceneggiatore e commediografo statunitense (n. 1889)
- 1944 - Pedro Pablo Dartnell, generale e politico cileno (n. 1873)
- 1944 - Franco Diena, antifascista e partigiano italiano (n. 1925)
- 1945 - Béla Bartók, compositore, pianista e etnomusicologo ungherese (n. 1881)
- 1945 - Richard Beer-Hofmann, scrittore austriaco (n. 1866)
- 1945 - Aleksandr Alekseevič Chanžonkov, produttore cinematografico russo (n. 1877)
- 1945 - Leonhard Kaupisch, generale tedesco (n. 1878)
- 1946 - William Strunk, insegnante statunitense (n. 1869)
- 1947 - Hugh Lofting, scrittore britannico (n. 1886)
- 1948 - Attilio da Empoli, economista italiano (n. 1904)
- 1948 - Gregg Toland, direttore della fotografia e regista statunitense (n. 1904)
- 1949 - Peter Nielsen, attore e sceneggiatore danese (n. 1876)
- 1950 - Mario Gallina, attore e doppiatore italiano (n. 1889)
- 1951 - Blas Saruppo, calciatore argentino (n. 1896)
- 1952 - George Ducker, calciatore canadese (n. 1871)
- 1952 - Bruce M. Mitchell, regista e attore statunitense (n. 1883)
- 1952 - George Santayana, filosofo, scrittore e poeta spagnolo (n. 1863)
- 1953 - Xu Beihong, pittore cinese (n. 1895)
- 1954 - Charles Edmonds, generale inglese (n. 1891)
- 1954 - Ellen Roosevelt, tennista statunitense (n. 1868)
- 1954 - Umberto Spigo, militare italiano (n. 1883)
- 1956 - Lucien Febvre, storico francese (n. 1878)
- 1957 - Bernardino Branca, imprenditore italiano (n. 1886)
- 1957 - Pompeo Coppini, scultore italiano (n. 1870)
- 1957 - Max Ludwig, bobbista tedesco (n. 1896)
- 1957 - Giovan Battista Raja, avvocato e politico italiano (n. 1884)
- 1957 - Karl Patterson Schmidt, zoologo statunitense (n. 1890)
- 1958 - Breckinridge Long, politico, diplomatico e ambasciatore statunitense (n. 1881)
- 1958 - Erich von Tschischwitz, generale tedesco (n. 1870)
- 1958 - Åge Vedel Tåning, ittiologo danese (n. 1890)
- 1959 - Solomon Bandaranaike, politico singalese (n. 1899)
- 1959 - Ludwig Hofmeister, calciatore tedesco (n. 1887)
- 1959 - Leslie Morshead, generale australiano (n. 1889)
- 1960 - Pierina Borsani, cestista, discobola e giavellottista italiana (n. 1909)
- 1960 - Ibrahim Ismail Chundrigar, politico pakistano (n. 1898)
- 1960 - Ciro Drago, archeologo e politico italiano (n. 1895)
- 1960 - Lio Lenzi, politico e antifascista italiano (n. 1898)
- 1961 - Juanita Hansen, attrice cinematografica statunitense (n. 1895)
- 1961 - Bülbül, tenore e musicologo sovietico (n. 1897)
- 1961 - Mario Racheli, imprenditore e politico italiano (n. 1879)
- 1962 - Federico De Rocco, pittore e incisore italiano (n. 1918)
- 1963 - Otto Christman, calciatore canadese (n. 1880)
- 1963 - Richard Seuss, militare tedesco (n. 1897)
- 1964 - Giovanni Gagliardi, fisarmonicista e compositore italiano (n. 1882)
- 1964 - Einar Strøm, ginnasta norvegese (n. 1885)
- 1965 - Giacinto Giovanni Ambrosi, arcivescovo cattolico italiano (n. 1887)
- 1965 - Raymond Rognoni, attore francese (n. 1892)
- 1966 - Andrew Jack, fisico e esploratore australiano (n. 1885)
- 1966 - Helen Kane, cantante statunitense (n. 1904)
- 1966 - Giuseppe Lombrassa, politico, giornalista e prefetto italiano (n. 1906)
- 1966 - Ettore Santi, politico italiano (n. 1882)
- 1967 - Heinrich Brandler, politico, sindacalista e scrittore tedesco (n. 1881)
- 1967 - Emanuele Pugliese, generale italiano (n. 1874)
- 1967 - Ivan Regent, rivoluzionario, politico e giornalista jugoslavo (n. 1884)
- 1967 - Armand Schaefer, produttore cinematografico e regista canadese (n. 1898)
- 1968 - Tommaso Caudera, calciatore italiano (n. 1907)
- 1968 - Bengt Morberg, ginnasta svedese (n. 1897)
- 1969 - Lydecker brothers, effettista statunitense (n. 1911)
- 1969 - Giovanni Zarrilli, archivista e storico italiano (n. 1926)
- 1970 - István Beneda, calciatore ungherese (n. 1904)
- 1970 - Lily Branscombe, attrice neozelandese (n. 1876)
- 1970 - Vincenzo Ciardo, pittore italiano (n. 1894)
- 1970 - Emilio Guano, vescovo cattolico e biblista italiano (n. 1900)
- 1970 - Pietro Sordi, aviatore italiano (n. 1894)
- 1970 - Emma Strada, ingegnera italiana (n. 1884)
- 1971 - Stan Earle, calciatore inglese (n. 1897)
- 1971 - Lawrence Henry Gipson, storico statunitense (n. 1880)
- 1971 - Robert Saundby, generale e aviatore inglese (n. 1886)
- 1971 - Edward Ward, compositore statunitense (n. 1900)
- 1972 - Vito Monterisi, politico italiano (n. 1894)
- 1972 - Karl-Lothar Schulz, generale tedesco (n. 1907)
- 1972 - Eugene Spiro, pittore tedesco (n. 1874)
- 1973 - Bernard Etté, violinista e direttore d'orchestra tedesco (n. 1898)
- 1973 - Samuel Flagg Bemis, storico statunitense (n. 1891)
- 1973 - Valerij Ivanovič Inkižinov, attore e regista sovietico (n. 1895)
- 1973 - Anna Magnani, attrice italiana (n. 1908)
- 1974 - Charles Green, esploratore britannico (n. 1888)
- 1975 - Fortunato Castiello, fantino italiano (n. 1910)
- 1975 - Åge Lundström, cavaliere svedese (n. 1890)
- 1975 - Jacob Paludan, scrittore danese (n. 1896)
- 1975 - Conrad Hal Waddington, biologo britannico (n. 1905)
- 1976 - Silvio Bagolini, attore italiano (n. 1914)
- 1976 - Leland Benham, attore statunitense (n. 1905)
- 1976 - André Maelbrancke, ciclista su strada belga (n. 1918)
- 1976 - Duke Reid, produttore discografico giamaicano (n. 1923)
- 1976 - Lavoslav Ružička, chimico croato (n. 1887)
- 1976 - Pál Turán, matematico ungherese (n. 1910)
- 1977 - Aarne Ervi, architetto finlandese (n. 1910)
- 1977 - Ernie Lombardi, giocatore di baseball statunitense (n. 1908)
- 1977 - Şehzade Mehmed Abdülaziz, principe ottomano (n. 1901)
- 1978 - Jan Parandowski, scrittore e docente polacco (n. 1895)
- 1978 - Palmiro Luigi Pastorelli, calciatore italiano (n. 1898)
- 1978 - Manne Siegbahn, fisico svedese (n. 1886)
- 1979 - Philippe Erulin, ufficiale francese (n. 1932)
- 1979 - Arthur Hunnicutt, attore statunitense (n. 1910)
- 1979 - Aleksandra L'vovna Tolstaja, attivista russa (n. 1884)
- 1981 - Roy Cochran, ostacolista e velocista statunitense (n. 1919)
- 1981 - Ludwig Goldbrunner, calciatore e allenatore di calcio tedesco (n. 1908)
- 1981 - Ray Kellogg, attore statunitense (n. 1919)
- 1981 - Berthold Maack, generale tedesco (n. 1898)
- 1982 - Georgij Semënovič Abašvili, ammiraglio sovietico (n. 1910)
- 1982 - Luciano Baldessari, architetto, scenografo e designer italiano (n. 1896)
- 1982 - Franco Calamandrei, partigiano, giornalista e politico italiano (n. 1917)
- 1982 - Arnaldo Ginna, pittore, scultore e regista italiano (n. 1890)
- 1982 - Roger Joseph Heckel, vescovo cattolico francese (n. 1922)
- 1982 - Paul Kollsman, inventore tedesco (n. 1900)
- 1982 - Max Kämpf, pittore svizzero (n. 1912)
- 1983 - Renato Bacchini, imprenditore italiano (n. 1916)
- 1983 - Tom Barlow, cestista statunitense (n. 1896)
- 1983 - Helmut Brinkmann, ammiraglio tedesco (n. 1895)
- 1983 - Tito Carnacini, giurista italiano (n. 1909)
- 1983 - Henri Navarre, generale e scrittore francese (n. 1898)
- 1984 - Antonio Bueno, pittore spagnolo (n. 1918)
- 1984 - José Castelli, calciatore e allenatore di calcio brasiliano (n. 1903)
- 1984 - Renato Ferretti, calciatore e allenatore di calcio italiano (n. 1907)
- 1984 - Shelly Manne, batterista statunitense (n. 1920)
- 1984 - Francisco Rivera, torero spagnolo (n. 1948)
- 1984 - Franco Soave, chirurgo italiano (n. 1917)
- 1985 - Anton Janda, calciatore austriaco (n. 1904)
- 1985 - Zdenko Škreb, storico della letteratura croato (n. 1904)
- 1986 - Wilson Faumuina, giocatore di football americano samoano americano (n. 1954)
- 1986 - Hugh Franklin, attore statunitense (n. 1916)
- 1986 - Brian Desmond Hurst, regista britannico (n. 1895)
- 1986 - Noboru Terada, nuotatore giapponese (n. 1917)
- 1987 - Antonio Carpino, avvocato e politico italiano (n. 1928)
- 1987 - Ethel Catherwood, altista canadese (n. 1908)
- 1987 - Co Prins, calciatore e allenatore di calcio olandese (n. 1938)
- 1987 - Jacques Vidal, storico delle religioni e presbitero francese (n. 1925)
- 1988 - Bruce Haack, compositore e produttore discografico canadese (n. 1931)
- 1988 - Giovanni Orsomando, compositore e direttore di banda italiano (n. 1895)
- 1988 - Mauro Rostagno, sociologo, giornalista e attivista italiano (n. 1942)
- 1988 - Paolo Spriano, partigiano, storico e saggista italiano (n. 1925)
- 1988 - Branko Zebec, calciatore e allenatore di calcio jugoslavo (n. 1929)
- 1989 - Jimmy Delaney, calciatore scozzese (n. 1914)
- 1989 - Kaj Franck, designer finlandese (n. 1911)
- 1989 - Hemant Kumar, compositore indiano (n. 1920)
- 1990 - Lothar Collatz, matematico tedesco (n. 1910)
- 1990 - Alberto Moravia, scrittore, giornalista e sceneggiatore italiano (n. 1907)
- 1990 - Alberto Moravia, scrittore italiano (n. 1907)
- 1991 - Helmut Kohl, arbitro di calcio austriaco (n. 1943)
- 1991 - Billy Vaughn, cantante, polistrumentista e direttore d'orchestra statunitense (n. 1919)
- 1992 - Angelo Cesselon, pittore italiano (n. 1922)
- 1992 - Pancrazio De Pasquale, politico italiano (n. 1925)
- 1992 - Erich Krempel, tiratore a segno tedesco (n. 1913)
- 1992 - Luka Lipošinović, calciatore jugoslavo (n. 1933)
- 1992 - Oiva Virtanen, cestista finlandese (n. 1929)
- 1992 - Aleksandr Voronin, sollevatore sovietico (n. 1951)
- 1993 - Nina Nikolaevna Berberova, scrittrice russa (n. 1901)
- 1993 - Friedrich Kaiser Depel, vescovo cattolico tedesco (n. 1903)
- 1993 - Edith Meiser, attrice e librettista statunitense (n. 1898)
- 1993 - John Pennel, astista statunitense (n. 1940)
- 1994 - Miguel Ángel Lauri, calciatore argentino (n. 1908)
- 1994 - Vittorio Sbardella, politico italiano (n. 1935)
- 1994 - David Allardyce Webb, botanico irlandese (n. 1912)
- 1995 - Giancarlo Agazzi, hockeista su ghiaccio e dirigente sportivo italiano (n. 1933)
- 1995 - Oriano Tassinari Clò, giornalista e saggista italiano (n. 1936)
- 1996 - Aleksandr Anufriev, mezzofondista sovietico (n. 1926)
- 1996 - Nicu Ceaușescu, politico rumeno (n. 1951)
- 1996 - Giuseppe Graglia, ciclista su strada italiano (n. 1909)
- 1996 - Jozef Marko, allenatore di calcio e calciatore cecoslovacco (n. 1923)
- 1996 - Per Mosgaard, allenatore di calcio e calciatore norvegese (n. 1934)
- 1996 - Lucia Valerio, tennista italiana (n. 1905)
- 1996 - Geoffrey Wilkinson, chimico britannico (n. 1921)
- 1997 - Egisto Malfatti, poeta, attore teatrale e cantautore italiano (n. 1914)
- 1997 - Samuel W. Taylor, scrittore e sceneggiatore statunitense (n. 1907)
- 1998 - Giovanni Barbini, ufficiale italiano (n. 1901)
- 1998 - Betty Carter, cantante statunitense (n. 1929)
- 1998 - Luigi Gullo, politico italiano (n. 1917)
- 1998 - Giovanni Maria Sartori, arcivescovo cattolico italiano (n. 1925)
- 1999 - Enzo Carli, storico dell'arte e funzionario italiano (n. 1910)
- 1999 - Panos Koulermos, architetto italiano (n. 1933)
- 1999 - Malcolm MacDonald, allenatore di calcio e calciatore scozzese (n. 1913)
- 1999 - Valentino Martinelli, storico dell'arte e critico d'arte italiano (n. 1923)
- 2000 - Baden Powell de Aquino, chitarrista e compositore brasiliano (n. 1937)
- 2000 - Jaroslav Cháňa, calciatore cecoslovacco (n. 1899)
- 2000 - Luigi Gedda, medico, attivista e editore italiano (n. 1902)
- 2000 - Paul Joseph Marie Gouyon, cardinale e arcivescovo cattolico francese (n. 1910)
- 2000 - Aleksandras Lileikis, militare lituano (n. 1907)
- 2000 - Richard Mulligan, attore statunitense (n. 1932)
- 2000 - Enzo Nannini, ciclista su strada italiano (n. 1925)
- 2000 - Carl Sigman, poeta e paroliere statunitense (n. 1909)

## XXI secolo(118)
- 2001 - Helia Bravo Hollis, botanica messicana (n. 1901)
- 2001 - Gustavo Camerini, antifascista, avvocato e scrittore italiano (n. 1907)
- 2001 - Giovanni Tombesi, calciatore italiano (n. 1921)
- 2002 - Enzo Andronico, comico e attore italiano (n. 1924)
- 2002 - Nils Bohlin, ingegnere svedese (n. 1920)
- 2003 - Olle Anderberg, lottatore svedese (n. 1919)
- 2003 - Jonny Kennedy, britannico (n. 1966)
- 2003 - Shawn Lane, chitarrista, pianista e compositore statunitense (n. 1963)
- 2003 - Robert Palmer, cantante britannico (n. 1949)
- 2004 - Natik Hashim, calciatore iracheno (n. 1960)
- 2005 - Helen Cresswell, scrittrice inglese (n. 1934)
- 2005 - Henrik Flöjt, biatleta finlandese (n. 1952)
- 2005 - Jerry Juhl, sceneggiatore statunitense (n. 1938)
- 2005 - Jozef Karel, allenatore di calcio e calciatore cecoslovacco (n. 1922)
- 2005 - Giovanni Maria Ubertazzi, avvocato e giurista italiano (n. 1919)
- 2006 - André Claisse, politico francese (n. 1918)
- 2006 - Mihály Fülöp, schermidore ungherese (n. 1936)
- 2006 - Giorgio Paradisi, mafioso italiano (n. 1948)
- 2006 - Iva Toguri D'Aquino, conduttrice radiofonica statunitense (n. 1916)
- 2007 - Patrizia Adami Rook, psicologa, psicoterapeuta e psicoanalista italiana (n. 1942)
- 2007 - Stanislav Andreski, sociologo polacco (n. 1919)
- 2007 - Roberto Dias, calciatore brasiliano (n. 1943)
- 2007 - Erich Habitzl, calciatore austriaco (n. 1923)
- 2007 - Erik Hazelhoff Roelfzema, militare, agente segreto e scrittore olandese (n. 1917)
- 2007 - Marco Petta, abate italiano (n. 1921)
- 2008 - Jimmy Adam, calciatore scozzese (n. 1931)
- 2008 - Robert Fisher, scrittore statunitense (n. 1943)
- 2008 - Jolán Jászai, attrice ungherese (n. 1907)
- 2008 - Géza Kalocsay, allenatore di calcio e calciatore cecoslovacco (n. 1913)
- 2008 - Aggie Kukulowicz, hockeista su ghiaccio, traduttore e dirigente d'azienda canadese (n. 1933)
- 2008 - Giuseppe Merighi, medaglista, scultore e pittore italiano (n. 1930)
- 2008 - Marc Moulin, musicista e giornalista belga (n. 1942)
- 2008 - Paul Newman, attore e regista statunitense (n. 1925)
- 2008 - Cirio H. Santiago, regista, produttore cinematografico e sceneggiatore filippino (n. 1936)
- 2009 - Franco Boiardi, politico italiano (n. 1931)
- 2009 - Zygmunt Chychła, pugile polacco (n. 1926)
- 2009 - Daniele Hechich, presbitero italiano (n. 1926)
- 2010 - Andrea Gasparino, presbitero e scrittore italiano (n. 1923)
- 2010 - Pierre Guffroy, scenografo francese (n. 1926)
- 2010 - Reino Kangasmäki, lottatore finlandese (n. 1916)
- 2010 - Edmeo Lugaresi, dirigente sportivo e imprenditore italiano (n. 1928)
- 2010 - Gloria Stuart, attrice e pittrice statunitense (n. 1910)
- 2011 - Sergio Bonelli, fumettista e editore italiano (n. 1932)
- 2011 - Simonetta Colonna di Cesarò, nobile e stilista italiana (n. 1922)
- 2011 - Giovanni D'Urso, magistrato italiano (n. 1933)
- 2011 - David Zelag Goodman, sceneggiatore statunitense (n. 1930)
- 2011 - Robert Haillet, tennista francese (n. 1931)
- 2011 - Jerry Haynes, attore e conduttore televisivo statunitense (n. 1927)
- 2011 - Enzo Mirigliani, imprenditore e conduttore televisivo italiano (n. 1917)
- 2011 - Rubino Rubini, regista teatrale italiano (n. 1953)
- 2012 - M'el Dowd, attrice e cantante statunitense (n. 1933)
- 2012 - Johnny Lewis, attore statunitense (n. 1983)
- 2012 - Renato Massari, politico italiano (n. 1920)
- 2012 - Juan Carlos Vicario, ciclista su strada spagnolo (n. 1971)
- 2013 - Denis Brodeur, fotografo e hockeista su ghiaccio canadese (n. 1930)
- 2013 - Don Donovan, calciatore irlandese (n. 1929)
- 2013 - Mario Montez, attore statunitense (n. 1935)
- 2013 - Antonio Racioppi, regista, sceneggiatore e scrittore italiano (n. 1925)
- 2013 - Aldo Reggiani, attore e doppiatore italiano (n. 1946)
- 2014 - Luciano Manzi, politico e partigiano italiano (n. 1924)
- 2014 - Michael McCarty, attore statunitense (n. 1946)
- 2014 - Gerald Neugebauer, astronomo tedesco (n. 1932)
- 2014 - Tommaso Novelli, magistrato italiano (n. 1911)
- 2014 - Arnold Short, cestista statunitense (n. 1932)
- 2014 - Tripoli Torrini, fantino italiano (n. 1913)
- 2014 - Matt Woods, allenatore di calcio e calciatore inglese (n. 1931)
- 2015 - Carlos Ibáñez, calciatore cileno (n. 1930)
- 2015 - Lucia Ottobrini, partigiana italiana (n. 1924)
- 2015 - Sidney Phillips, militare, medico e scrittore statunitense (n. 1924)
- 2015 - Maria Luisa Zeri, soprano italiano (n. 1928)
- 2016 - Don Brothwell, archeologo britannico (n. 1933)
- 2016 - Pavel Bucur, scultore romeno (n. 1945)
- 2016 - Marcel Béziers, cestista e allenatore di pallacanestro francese (n. 1920)
- 2016 - Giambattista Capretti, pugile italiano (n. 1946)
- 2016 - Jack Cotton, cestista e allenatore di pallacanestro statunitense (n. 1924)
- 2016 - Mark Dvoretskij, scacchista e scrittore russo (n. 1947)
- 2016 - Giacomo Fornoni, ciclista su strada e pistard italiano (n. 1939)
- 2016 - Hans Hoffmeister, pallanuotista tedesco (n. 1936)
- 2016 - Lee Kwang-jong, calciatore e allenatore di calcio sudcoreano (n. 1964)
- 2016 - Herschell Gordon Lewis, regista e produttore cinematografico statunitense (n. 1926)
- 2016 - Guillermo Martínez González, poeta, saggista e editore colombiano (n. 1952)
- 2016 - Walter Nones, circense e direttore artistico italiano (n. 1934)
- 2016 - Ioan Gyuri Pascu, cantante, attore e comico rumeno (n. 1961)
- 2017 - Mario Bedogni, hockeista su ghiaccio, allenatore di hockey su ghiaccio e pattinatore di velocità su ghiaccio italiano (n. 1923)
- 2017 - Barry Dennen, cantante, attore e sceneggiatore statunitense (n. 1938)
- 2017 - Carlos Eloir Peruci, calciatore brasiliano (n. 1951)
- 2018 - Andrea Bartoli, allenatore di atletica leggera italiano (n. 1940)
- 2018 - Ivan Dejanov, calciatore bulgaro (n. 1937)
- 2018 - Roger Robinson, attore statunitense (n. 1940)
- 2018 - Manuel Rodríguez Araneda, allenatore di calcio e calciatore cileno (n. 1939)
- 2018 - Antonio Santucci, vescovo cattolico italiano (n. 1928)
- 2018 - Maurizio Zanfanti, imprenditore italiano (n. 1955)
- 2019 - Giovanni Bramucci, ciclista su strada italiano (n. 1946)
- 2019 - Jacques Chirac, politico e funzionario francese (n. 1932)
- 2019 - William Joseph Levada, cardinale, arcivescovo cattolico e teologo statunitense (n. 1936)
- 2019 - Gennadij Michajlovič Manakov, cosmonauta russo (n. 1950)
- 2019 - Candy Samples, ballerina, modella e attrice pornografica statunitense (n. 1928)
- 2020 - Jacques Beurlet, calciatore belga (n. 1944)
- 2020 - Severino Saltarelli, attore italiano (n. 1947)
- 2020 - Jimmy Winston, musicista e attore britannico (n. 1945)
- 2021 - Leo Declerck, presbitero e storico belga (n. 1938)
- 2021 - José Freire Falcão, cardinale e arcivescovo cattolico brasiliano (n. 1925)
- 2021 - Kjersti Holmen, attrice norvegese (n. 1956)
- 2021 - Alan Lancaster, cantante e bassista inglese (n. 1949)
- 2021 - Marida Lombardo Pijola, giornalista e scrittrice italiana (n. 1956)
- 2021 - Giulia Mafai, costumista e scenografa italiana (n. 1930)
- 2021 - Ugo Malaguti, autore di fantascienza, editore e traduttore italiano (n. 1945)
- 2022 - Giancarlo Beltrami, calciatore e dirigente sportivo italiano (n. 1937)
- 2022 - Paolo Bordoni, pianista italiano (n. 1942)
- 2022 - Joe Bussard, musicologo e produttore discografico statunitense (n. 1936)
- 2022 - Ronney Pettersson, calciatore svedese (n. 1940)
- 2022 - Paolo Tringali, politico e sindacalista italiano (n. 1925)
- 2022 - Yusuf al-Qaradawi, teologo qatariota (n. 1926)
- 2023 - Vittoria Cesarini, velocista italiana (n. 1932)
- 2023 - Brooks Robinson, giocatore di baseball statunitense (n. 1937)
- 2024 - John Ashton, attore statunitense (n. 1948)
- 2024 - Michel Carrega, tiratore a volo francese (n. 1934)
- 2024 - Joe Wolf, cestista e allenatore di pallacanestro statunitense (n. 1964)

## Senza anno specificato(1)
- Gennaro di Antiochia, grammatico e presbitero siriano